# جوایز انجمن موسیقی کانتری ۲۰۱۲
جوایز انجمن موسیقی کانتری ۲۰۱۲٬ چهل و ششمین مراسم است که در ۹ نوامبر ۲۰۱۱ در نشویل، تنسی با میزبانی برندگان جایزه سی‌ام‌ای برد پیزلی و کری آندروود برگزار شد. اریک چرچ در ۵ بخش نامزدشده بود، که بیشترین مقدار در مراسم بود.